# 復陽県
復陽県（ふくよう-けん）は、中国の前漢の時代に南陽郡の下に置かれた県の一つ。現在の河南省桐柏県の東、湖北省との境に近いところにあった。